# Famille Price
La famille Price est l'une des familles les plus riches au Canada au XIXe siècle au XXe siècle, active dans le commerce du bois et des pâtes et papiers. D'origine galloise, elle est établie dans la ville de Québec depuis les années 1810. Les membres de la famille étaient à la tête de la Compagnie Price, faisant affaire dans les forêts du Saguenay-Lac-Saint-Jean, de la Chaudière-Appalaches et du Bas-Saint-Laurent.

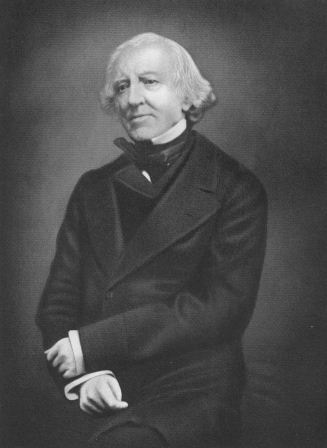
William Price, arrivé au Canada en 1810.

## Membres notables
- William Price (Hornsey, 17 septembre 1789 - Sillery, 14 mars 1867), entrepreneur et fondateur de la compagnie familiale.
  - David Edward Price (Québec, 11 mai 1826 - Sillery, 22 août 1883), homme d'affaires, député de Saguenay entre 1855 et 1864, sénateur des Laurentides entre 1867 et sa mort.
  - William Evan Price (Sillery, 17 novembre 1827 - Sillery, 12 juin 1880), homme d'affaires, député fédéral de Chicoutimi—Saguenay entre 1872 et 1874, député provincial de Chicoutimi-Saguenay entre 1875 et 1880.
  - Henry Ferrier Price (Sillery, 18 septembre 1833 - York, 3 août 1898)
    - William Price III (Talca, 30 août 1867 - Kénogami, 2 octobre 1924), homme d'affaires, apporte son appui à l'armée britannique durant la seconde guerre des Boers et la Première Guerre mondiale, député fédéral de Québec-Ouest de 1908 à 1911, fait lieutenant-colonel honoraire en 1914 et chevalier en 1915.

  - Evan John Price (Sillery, 8 mai 1840 - Sillery, 31 août 1899), homme d'affaires, sénateur des Laurentides entre 1888 et sa mort.

## Postérité

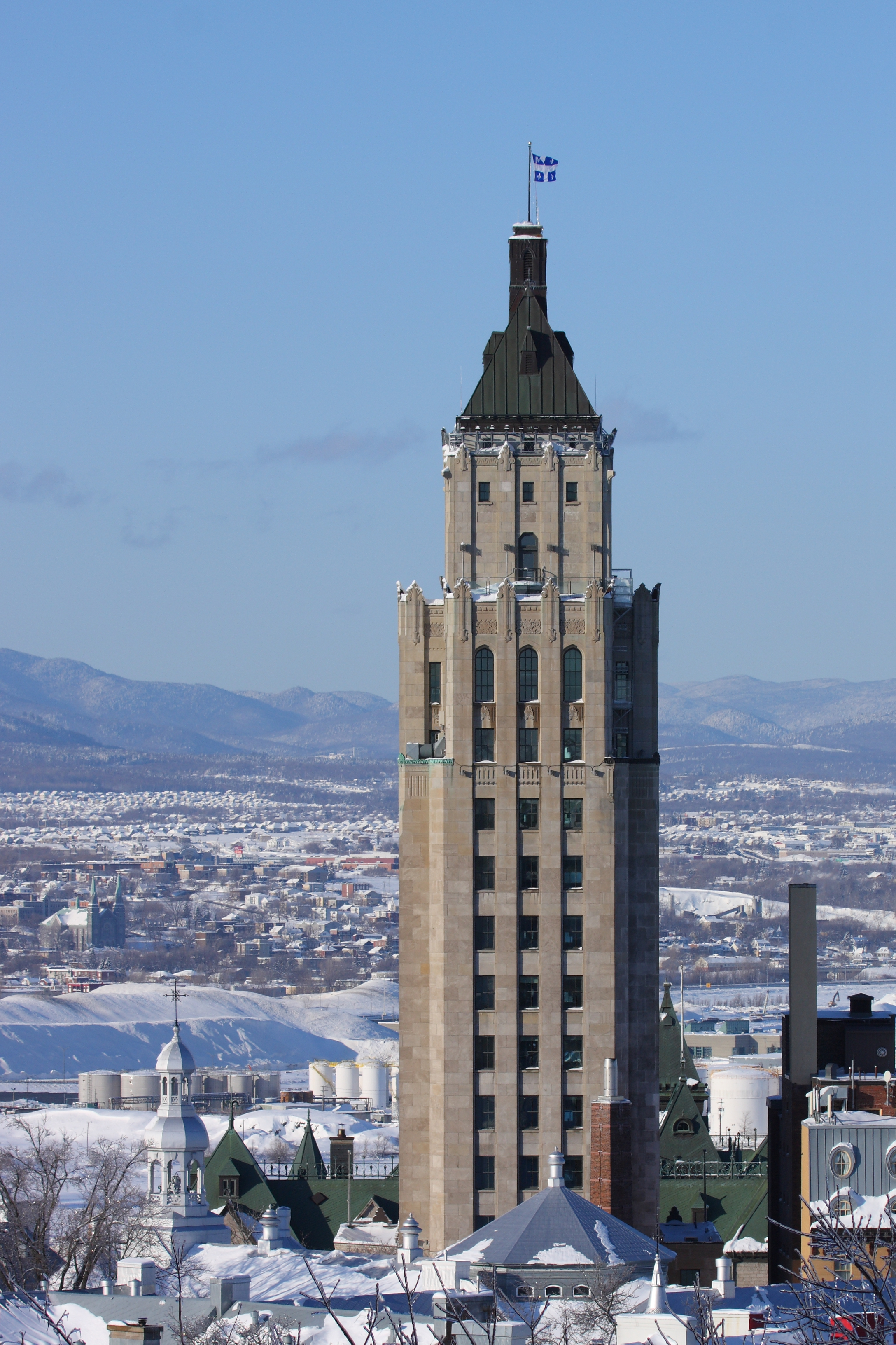
Édifice Price, Quebec

### Propriétés
Parmi les bâtiments appartenant ou ayant appartenu à la famille Price :
- Wolfesfield (1828-1975), domaine de la famille Price à Sillery ;
- Édifice Price (1931-Années 1930), siège social, l'un des plus vieux gratte-ciel du Québec et actuelle résidence officielle du premier ministre du Québec ;
- Manoir Price (1901-1937), villa de William Price III à Québec ;
- Cascade House (1915-Années 1980), villa de William Price III à Kénogami ;
- Musée du Fort[2]
- Auberge Saint-Antoine[3]

### Hommages
Plusieurs rues, lacs, baies et rivières portent le nom de « Price » partout au Québec en l'honneur d'un ou de plusieurs membres de la famille.
Ainsi que le village de Price (Québec), près de Mont-Joli au Bas- St-Laurent. Dont le nom du village provient de la Price Brothers, un empire du bois au Québec.